# 拜烏一號鎮區 (密蘇里州歐扎克縣)
拜烏一號鎮區（英語：Bayou I Township）是位於美國密蘇里州歐扎克縣的一個行政鎮區。

## 地方資料
拜烏一號鎮區的面積為116.59平方千米，當中陸地面積為114.97平方千米，而水域面積為1.62平方千米。根據2020年美國人口普查的數據，當地共有人口748人，而人口密度為每平方千米6.42人。